# ご当地マンホールカード
ご当地マンホールカード（ごとうちマンホールカード）とは、マンホールのデザインをカード化したものである。マンホールカードと略される。
2016年4月から第1弾の配布が始まり、2025年1月現在、第24弾まで製作されており、1076種類714自治体3団体（日本下水道協会、埼玉県下水道公社・UR都市機構）となった。更に第19弾ではは初の海外のマンホールカードである、カンボジア王国シェムリアップ市のカードが発行された。なお、配布は日本でも行われている。
テレビや新聞、雑誌など、1年間で600件以上のメディアが取り上げ、大きな反響を呼んでいる。カードはほとんどが日本語だが、2021年現在では英語版のマンホールカードも配布されている（つくば市など）。

## 概要
2007年から配布されているダムカードを参考にしたもので、カードは横63ミリメートル縦88ミリメートル（標準的なトレーディングカードと同サイズ）で表にはマンホールの写真、デザインに使用された対象物に応じたピクトグラム、設置されている座標が、裏にはデザインの由来が記載されている。
近年無料で貰ったマンホールカードのインターネットを使った転売が増加している。そのため、GKP（下水道広報プラットホーム）では、「GKPではマンホールカードの転売をご遠慮いただいています。マンホールカードは、観光を兼ねてその地域に足を運び、旅の想い出としてコレクションしていただくこともねらいとして製作しています。そして、なによりも“楽しみながら下水道への理解や関心を深めてほしい”という願いから誕生しました。昨今、ネット等でカードが転売されている例が見受けられますが、「想い出」ですので売買せず、お手元に置いて、マンホール蓋の先にある下水道の大切さを考えて欲しいという製作目的をご理解いただいたうえでの収集をお願いします。」と公式ホームページ上に公表している。
カードはすべて無料で配布されるが、現地の役所などを直接訪れて入手する必要がある。第1弾として27の市や町など30種が選ばれた。2025年1月現在、第24弾まで製作されており、1076種類714自治体3団体のカードが配布されている。

### マンホールカードとは
マンホールカードとは、「下水道広報プラットホーム」（GKP）のプロジェクトチームである「マンホール・エンジョイ・プロモーション」（マエプロ）が中心となり、マンホールの蓋を管理する自治体と共同で作っている、マンホール蓋のコレクションカード。
キャッチコピーは「日本のマンホール蓋は世界に誇れる文化物!」。そんなメッセージを込めて、下水道関連施設や観光案内所などで無料配布されているカード型のパンフレットである。

## フォーマットの作成過程
マンホールカードのフォーマットが完成するまでは、いくつかの試行錯誤があった。
試作第1号カード
最初につくられたマンホールカードの試作品。コスト面を考慮し、今よりもはるかに薄い紙に印刷された。この段階では「丸形がいいのでは?」という議論もあった。しかし、丸形はマンホール蓋の表現としては面白いものの、アルバムに入れて保管するのが難しくなるため、標準的なトレーディングカードの規格に合わせることが決まった。
試作第2号カード
コレクション性を意識し、カードとしての品質向上にこだわって変更を加えた。フォーマットを一新し、ロゴマークや位置座標、ピクトグラムを採り入れ、色もカラフルにした。
試作第3号カード
コレクションナンバーやQRコードが採り込まれた。マンホールカードのプロモーションのため、2016年3月に開催された「マンホールサミット2016」で配布された。
完成形
上記のような試作を重ね、完成形にたどり着いた。東京23区のマンホールカードも第1弾で制作することになっていたが、写真に使う蓋は試作段階のものから変更された。

## デザイン
ロゴマーク
すべてのマンホールカードは、同じフォーマット・規格で作られている。
ベースカラー
カードのベースとなる色は以下の9色の地域ブロックで整理されている。

都道府県名、市町村名
このマンホール蓋の所在地
デザイン管理ナンバー
都道府県コード
都道府県に付けられた全国共通のコード。1から47まである。
市町村名コード
日本の市町村に付けられた全国共通コード
デザイン種類・デザイン数量
同一自治体がデザインの異なるマンホールの蓋のカードを作る場合、そのデザインごとに先頭のアルファベットをABC･･･という具合に割り振っていく。同一のデザインマンホールであっても、位置座標が異なれば新たなカードとして発行する必要がある。その場合は、デザインが同じであるため、先頭のアルファベットは変えずに、その後に続く番号を1つずつカウントアップしていく。

マンホールの蓋の写真
マンホールの蓋の写真。背景はアスファルトの柄で統一されている。
位置座標
このマンホール蓋が設置されている場所の位置座標。緯度・経度の度・分・秒が表されている。
ピクトグラム
31種類のテーマのピクトグラムでカテゴリーわけがされ、その下には、連番がつけられている。
コレクションナンバー
マンホールカードは、コレクションの楽しみやすさを追求しているため、様々なテーマで連番が付けられている。
全カード連番
全カードを通しての連番
- ブロック（地域）連番

ベースカラー9つのブロック内における連番
- 都道府県連番

都道府県における連番
- 市町村連番

市町村における連番

マンホールカード蓋のデザイン図
マンホール蓋のデザイン図面
設置開始年
このデザインマンホール蓋が設置された年
デザインに関する画像
マンホール蓋のデザインがより、深く楽しめるように、由来にまつわる写真やイラストがいれられている
デザインの由来・説明
このマンホール蓋のデザインについての説明。由来のモチーフ、その土地にまつわる情報などが書かれている
製造管理ナンバー
導入年月（導入弾数）
例：16（16年〈2016年〉）04（04月〈4月〉）･･･2016年4月（第1弾）ということになる。
修正回数
マンホールカードを訂正したときに、修正回数を増やすことで、修正の有無や、回数がわかるようになっている。
製造ロットナンバー
このカードが印刷されたときのロットの単位。マンホールカードは、1ロット2000枚という単位で製造されている。

配布場所
このカードが配布されている場所
QRコード
自治体ごとに設定したサイトのQRコード